# Gert Kilbert
Gert Kilbert (* 21. September 1965) ist ein ehemaliger Schweizer Mittelstreckenläufer, der sich auf die 800-Meter-Distanz spezialisiert hatte.
1987 wurde er Siebter bei den Leichtathletik-Halleneuropameisterschaften in Liévin und erreichte bei den Leichtathletik-Weltmeisterschaften in Rom den Viertelfinal. Im Jahr darauf gewann er bei den Halleneuropameisterschaften 1988 in Budapest Bronze.
Von 1985 bis 1987 wurde er dreimal in Folge Schweizer Meister, 1987 und 1988 nationaler Meister in der Halle.

## Persönliche Bestzeiten
- 800 m: 1:45,46 min, 19. August 1987, Zürich
  - Halle: 1:47,56 min, 31. Januar 1988, Stuttgart